# Török Vera
Török Vera (Budapest, 1938. május 1. –) magyar színésznő.

## Életpályája
Zeneiskola ének szakát végezte 1964-ben, és pályája az egri Gárdonyi Géza Színháznál indult. 

„Az énekkarból emeltek ki, emlékszem, az első alkalommal Sas Jóskával kellett beugranom. Utána jöttek sorra a szebbnél szebb szerepek, a Leányvásár, majd A víg özvegy Glavári Hannája, a Marica grófnő, A csárdáskirálynő Sylviája, a Lili bárónő. Imádtam A mosoly országát, A Bajádért, a Sztambul rózsáját és a Mesél a bécsi erdőt is. Szép emlék a Sándor János rendezte Hegedűs a háztetőn is, amelyben Kishonti Ildikóval felváltva Goldét játszottam Király Levente partnereként.”

1966-tól a kaposvári Csiky Gergely Színházhoz szerződött. 1971-től nyugdíjba vonulásáig, 1993-ig a Szegedi Nemzeti Színház tagja volt. 2013-ban a társulattól Dömötör-életműdíjat kapott.

## Fontosabb színpadi szerepei
- Kálmán Imre: Marica grófnő... Marica grófnő
- Kálmán Imre: A bajadér... Odette
- Kálmán Imre: Csárdáskirálynő... Sylvia
- Kálmán Imre: Cirkuszhercegnő... Palinska Fedora hercegnő
- Jacobi Viktor: Sybill... Sybill
- Jacobi Viktor: Leányvásár... Lucy; Harrisonné
- Lehár Ferenc: A víg özvegy... Glavári Hanna
- Lehár Ferenc: Luxemburg grófja... Angela
- Lehár Ferenc: A mosoly országa... Liza
- Ábrahám Pál: Bál a Savoyban... Madelaine
- Huszka Jenő: Lili bárónő... Lili bárónő
- Huszka Jenő: Mária főhadnagy... Antónia
- Ifj. Johann Strauss: Mesél a bécsi erdő... Müller Terézia
- Leo Fall: Sztambul rózsája... Kandzsa Gül
- Sólem Aléchem – Joseph Stein – Jerry Bock – Sheldon Harnick: Hegedűs a háztetőn... Golde

## Díjai
- Dömötör-életműdíj (2013)